# 면역학적 보조제
면역학에서 보조제(adjuvant)는 백신에 대한 면역 반응을 증가시키거나 조절하는 물질이다. 알루미늄 염, 오일, 바이로솜 등 여러 보조제가 널리 사용되고 있다.

## 개관
면역학에서 보조제는 면역 체계를 활성화함으로써 면역 체계가 백신에 더 강하게 반응하게 하여 백신의 효과를 조정하거나 증가시키고, 이를 통해 특정 질병에 대한 면역력을 높인다. 리포솜, 지질다당류, 항원 분자 케이지, 세균 세포벽의 구성 물질, 세포내이입된 핵산 등 병원체 연관 분자유형의 특정 조합을 모방함으로써 이를 가능하게 한다.

## 종류
- 무기 화합물: 포타슘 알룸, 수산화 알루미늄, 인산 알루미늄, 수산화인회석
- 오일: 파라핀 오일
- 세균 산물: 톡소이드
- 키라야, 콩, 세네가의 사포닌
- 사이토카인: IL-1, IL-2, IL-12
- 조합: 프로인트 완전 보조제, 프로인트 불완전 보조제
- 기타 유기 물질: 스쿠알렌[4]

## 같이 보기
- 베타글루칸